# Såtenäs
Såtenäs ist ein småort bei Lidköping im Västra Götalands län in Südschweden. Der Ort liegt jeweils knapp 30 Kilometer von den nächsten größeren Städten Lidköping und Trollhättan entfernt.
In Såtenäs ist mit dem Geschwader F7, der Skaraborgs flygflottilj, seit 1940 ein Großverband der schwedischen Luftstreitkräfte stationiert.